# Portoryko na Mistrzostwach Świata w Lekkoatletyce 2013
Portoryko na Mistrzostwach Świata w Lekkoatletyce 2013 – reprezentacja Portoryka podczas czempionatu w Moskwie liczyła 4 zawodników.

## Występy reprezentantów Portoryko

### Mężczyźni
| Konkurencja                | Zawodnik       | Runda 1  | Runda 1 | Półfinał   | Półfinał | Finał    | Finał   |
| Konkurencja                | Zawodnik       | Rezultat | Pozycja | Rezultat   | Pozycja  | Rezultat | Pozycja |
| -------------------------- | -------------- | -------- | ------- | ---------- | -------- | -------- | ------- |
| Bieg na 400 m przez płotki | Eric Alejandro | 49,79    | 15. Q   | 49,44 (SB) | 17.      | NQ       | NQ      |
| Bieg na 400 m przez płotki | Javier Culson  | 49,91    | 20. Q   | 48,42      | 7. Q     | 48,38    | 6.      |
| Bieg na 800 m              | Wesley Vázquez | 1:50,60  | 41.     | NQ         | NQ       | NQ       | NQ      |

### Kobiety
| Konkurencja                   | Zawodnik      | Runda 1  | Runda 1 | Półfinał | Półfinał | Finał    | Finał   |
| Konkurencja                   | Zawodnik      | Rezultat | Pozycja | Rezultat | Pozycja  | Rezultat | Pozycja |
| ----------------------------- | ------------- | -------- | ------- | -------- | -------- | -------- | ------- |
| Bieg na 3000 m z przeszkodami | Beverly Ramos | 9:49,60  | 21.     | —        | —        | NQ       | NQ      |